# Melo (Familienname)
Melo ist ein portugiesischer Familienname.

## Namensträger
- Afonso Arinos de Melo Franco (Schriftsteller) (1868–1916), brasilianischer Schriftsteller und Journalist
- Afonso Arinos de Melo Franco (Politiker) (1905–1990), brasilianischer Politik, Historiker, Jurist und Autor
- Alair Vilar Fernandes de Melo (1916–1999), brasilianischer Geistlicher, Erzbischof von Natal
- Alex Antônio de Melo Santos (* 1983), brasilianischer Fußballspieler
- Alexsandro Melo (* 1995), brasilianischer Leichtathlet
- Américo Vieira de Melo (1879–1950), brasilianischer Marineoffizier
- Antônia Melo (* 1949), brasilianische Menschenrechtlerin und Umweltschützerin
- Antônio Fontinele de Melo (* 1968), brasilianischer Geistlicher und römisch-katholischer Bischof von Humaitá
- António Maria de Fontes Pereira de Melo (1819–1887), portugiesischer Politiker
- Araquem de Melo (1944–2001), brasilianischer Fußballspieler und -lehrer
- Barbosa de Melo (António Barbosa de Melo; 1932–2016), portugiesischer Politiker
- Brian Melo (* 1982), kanadischer Sänger
- Carlos Galvão de Melo (1921–2008), portugiesischer Offizier und Politiker
- Carlos Eduardo de Sabóia Bandeira Melo (1902–1969), brasilianischer Ordensgeistlicher, katholischer Bischof von Palmas
- Domitília de Castro Canto e Melo (1797–1867), brasilianische Herzogin, Geliebte von Kaiser Francisco I.
- Elizeu Araújo de Melo Batista (* 1989), brasilianischer Fußballspieler
- Emerson Orlando de Melo (* 1973), brasilianischer Fußballspieler
- Emilio Dutra e Melo (* 1955), brasilianischer Bogenschütze
- Ernesto de Melo Batista (1907–1973), brasilianischer Marineoffizier
- Eurico de Melo (1925–2012), portugiesischer Unternehmer und Politiker
- Evan Molingo Melo (* 1993), Schweizer Fußballspieler
- Fab Melo (1990–2017), brasilianischer Basketballspieler
- Fatima Moreira de Melo (* 1978), niederländische Hockey- und Pokerspielerin
- Felipe Melo (* 1983), brasilianischer Fußballspieler
- Fellype Gabriel de Melo e Silva (* 1985), brasilianischer Fußballspieler
- Francisco Melo (* 1943), spanischer Fußballspieler
- Francisco de Melo (1597–1651), portugiesischer Adliger und Diplomat
- Francisco Manuel de Melo (1608–1666), portugiesischer Schriftsteller
- Francisco de Melo e Castro (Goa) (um 1600–1664), portugiesischer Kolonialverwalter, Gouverneur von Ceylon
- Francisco de Melo e Castro (Timor), portugiesischer Kolonialverwalter, Gouverneur von Macao und Timor
- Francisco de Melo e Castro (Mosambik) (1702–1765/1777), portugiesischer Kolonialverwalter, Gouverneur von Mosambik
- Gilberto da Silva Melo (Gilberto; * 1976), brasilianischer Fußballspieler
- Gladstone Chaves de Melo (1917–2001), brasilianischer Romanist, Lusitanist, Brasilianist und Linguist
- Guilherme Melo (* 1991), brasilianischer Squashspieler
- Guilherme de Melo (1931–2013), portugiesischer Journalist, Schriftsteller und LGBTI-Aktivist
- Ibson Pereira de Melo (* 1989), brasilianischer Fußballspieler
- Jaime Melo (* 1980), brasilianischer Automobilrennfahrer
- João de Melo (* 1949), portugiesischer Schriftsteller
- João Cabral de Melo Neto (1920–1999), brasilianischer Lyriker und Diplomat
- Joaquim Ferreira de Melo (1873–1940), brasilianischer Geistlicher, römisch-katholischer Bischof von Pelotas
- Jones Melo († 2013), brasilianischer Schauspieler
- Jorge Silva Melo (1948–2022), portugiesischer Regisseur, Schauspieler, Drehbuchautor und Kritiker
- José Melo de Oliveira (* 1946), brasilianischer Politiker
- José António de Melo Pinto Ribeiro (* 1946), portugiesischer Jurist und Politiker
- José Carlos Melo (1930–2017), brasilianischer Geistlicher, Erzbischof von Maceió
- José Marcondes Homem de Melo (1860–1937), brasilianischer Geistlicher, Bischof von São Carlos do Pinhal
- José Moreira de Melo (* 1941), brasilianischer Geistlicher, Bischof von Itapeva
- Juan Francisco Muñoz Melo (* 1959), spanischer Handballspieler, siehe Juan Francisco Muñoz
- Laudelina de Campos Melo (1904–1991), afrobrasilianische Aktivistin, Arbeitsorganisatorin und Gemeindearbeiterin
- Letícia Melo (* 1997), brasilianische Weitspringerin
- Luís Melo (Schauspieler) (* 1947), brasilianischer Schauspieler
- Luis Melo Lecaros (1905–1998), chilenischer Diplomat
- Luís Romano de Madeira Melo (1922–2010), kapverdischer Schriftsteller
- Marcelo Melo (* 1983), brasilianischer Tennisspieler
- Martim Melo (* 1973), portugiesischer Ornithologe
- Naum Melo (* 1957), aramäischer Schriftsteller
- Nina Mélo, französische Schauspielerin
- Nuno Melo (Schauspieler) (1960–2015), portugiesischer Schauspieler
- Nuno Melo (Politiker) (* 1966), portugiesischer Politiker (CDS-PP)
- Nuno Viriato Tavares de Melo Egídio (1922–2011), portugiesischer Politiker und General
- Ovídio de Andrade Melo (1925–2014), brasilianischer Diplomat
- Pablo Melo (* 1982), uruguayischer Fußballspieler
- Patrícia Melo (* 1962), brasilianische Schriftstellerin
- Pedro de Melo († 1738), portugiesischer Gouverneur von Timor
- Pedro Homem de Melo (1904–1984), portugiesischer Lyriker und Jurist, siehe Pedro Homem de Mello
- Pedro Melo de Portugal y Villena (1733–1797), Vizekönig des Río de la Plata
- Pilar Homem de Melo (* 1963), portugiesische Sängerin
- Robin Melo (* 1987), chilenischer Fußballspieler
- Rodolfo de Melo (* 1991), brasilianischer Fußballspieler
- Rosita Melo (1897–1981), uruguayisch-argentinische Pianistin und Komponistin
- Sebastião José de Carvalho e Melo, Marquês de Pombal (1699–1782), Premierminister und faktischer Herrscher in Portugal
- Silvia Maria Melo Pfeifer (* 1977), portugiesische Fremdsprachdidaktikerin
- Tomás de Melo Breyner Andresen (1922–1993), portugiesischer Diplomat
- Túlio de Melo (* 1985), brasilianischer Fußballspieler
- Welington de Melo (1946–2016), brasilianischer Mathematiker
- Wélton Araújo Melo (* 1975), brasilianischer Fußballspieler
- Wildson Silva de Melo (* 1997), brasilianischer Fußballspieler, siehe Wildson Índio
- Yoan Melo (* 1994), dominikanischer Fußballspieler

Siehe auch DeMelo und Mello